# Christian Wilhelm Allers
Christian Wilhelm Allers (6 de Agosto de 1857 – 19 de Outubro de 1915) foi um pintor e litógrafo alemão.

## Biografia
Allers, nasceu em Hamburgo numa família de mercadores. Começou por trabalhar como litógrafo na sua cidade natal mas, em 1877, mudou-se para Karlsruhe. Na Kunstakademie ("Academia das Belas Artes") estudou com o Prof. Ferdinand Keller.
De 1880 a 1881 foi mobilizado para a Marinha Alemã em Kiel onde Anton von Werner foi seu patrono. Em Kiel conheceu Klaus Groth, que se tornou seu amigo.
Allers tornou-se conhecido com a publicação da sua colecção de gravuras denominada "Club Eintracht" em 1888. Vários outros livros e colecções de gravuras se seguiram, por exemplo, sobre Bismarck. O sucesso financeiro com a publicação da sua obra permitiu-lhe, na década de 1890, construir uma villa em Capri, na Itália. Aí viveu durante muitos anos, retornando periodicamente a Hamburgo e Karlsruhe, e viajando por todo o mundo.
No Outono de 1902 viu-se envolvido num escândalo. O seu amigo Friedrich Alfred Krupp, outro famoso e rico residente alemão de Capri, foi acusado por jornais italianos de homossexualidade e pederastia. Algumas semanas mais tarde Allers, que "tinha claras tendências homossexuais e gostava de se rodear de rapazes, que frequentemente usava como modelos", foi também acusado, mas em tribunal. Krupp morreu pouco depois, tendo-se presumivelmente suicidado. Allers acabou por escapar antes de ser julgado, tendo sido condenado in absentia a 4 anos e meio de prisão.
Allers deixou Capri e viajou pelo mundo por mais de 10 anos, permanecendo algum tempo na Nova Zelândia, em Samoa e na Austrália. Nesse período, usou frequentemente o pseudónimo "W. Andresen", e ganhou dinheiro a pintar retratos de gente rico. Morreu em 1915 em Karlsruhe, alguns meses depois de regressar à Alemanha.

## Arte
Allers foi um pintor naturalista, cujos desenhos eram ricos em detalhes realistas, tanto que muitas vezes padeciam de falta de calor e emoção. Embora realista, Allers por vezes acrescentava pessoas que não estavam presentes nos locais que retratava.
Allers usava frquentemente o lápis nos seus desenhos, e as obras coloridas eram originalmente desenhos a lápis, coloridos a óleo ou pastel posteriormente. Os seus principais temas eram cenas do dia-a-dia (exemplo, Club Eintracht, Spreeathener, Hochzeitsreise), viagens (exemplo, La Bella Napoli, Rund um die Welt, Unter deutscher Flagge) e retratos.

## Livros e colecções de litografias
| - 1887 Hinter den Coulissen - 1888 Die Meininger - 1888 Club Eintracht - Eine Sommerfahrt - 1889 Eine Hochzeitsreise durch die Schweiz - 1889 Spreeathener. Berliner Bilder - 1890 Die silberne Hochzeit | - 1891 Unsere Marine - 1891 Backschisch - 1892 Capri - 1892 Fürst Bismarck in Friedrichsruh - 1893 La bella Napoli - 1896 Hochzeitsreise nach Italien | - 1898 Das deutsche Jägerbuch - 1898 Rund um die Erde - 1898 Unser Bismarck. Gedächtnis-Ausgabe - 1900 Unter deutscher Flagge - 1902 Das deutsche Corpsleben |

## Galeria de desenhos e telas

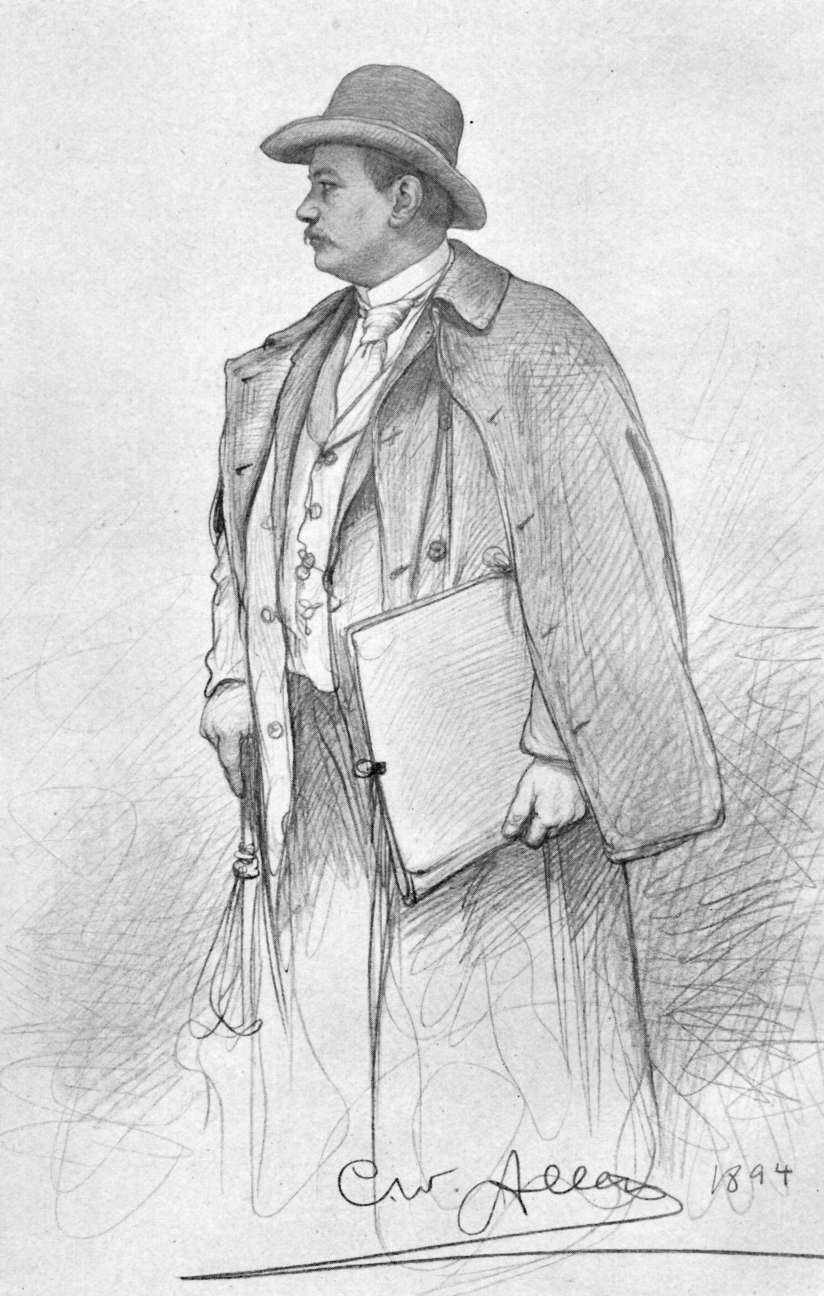
Auto-retrato, 1894
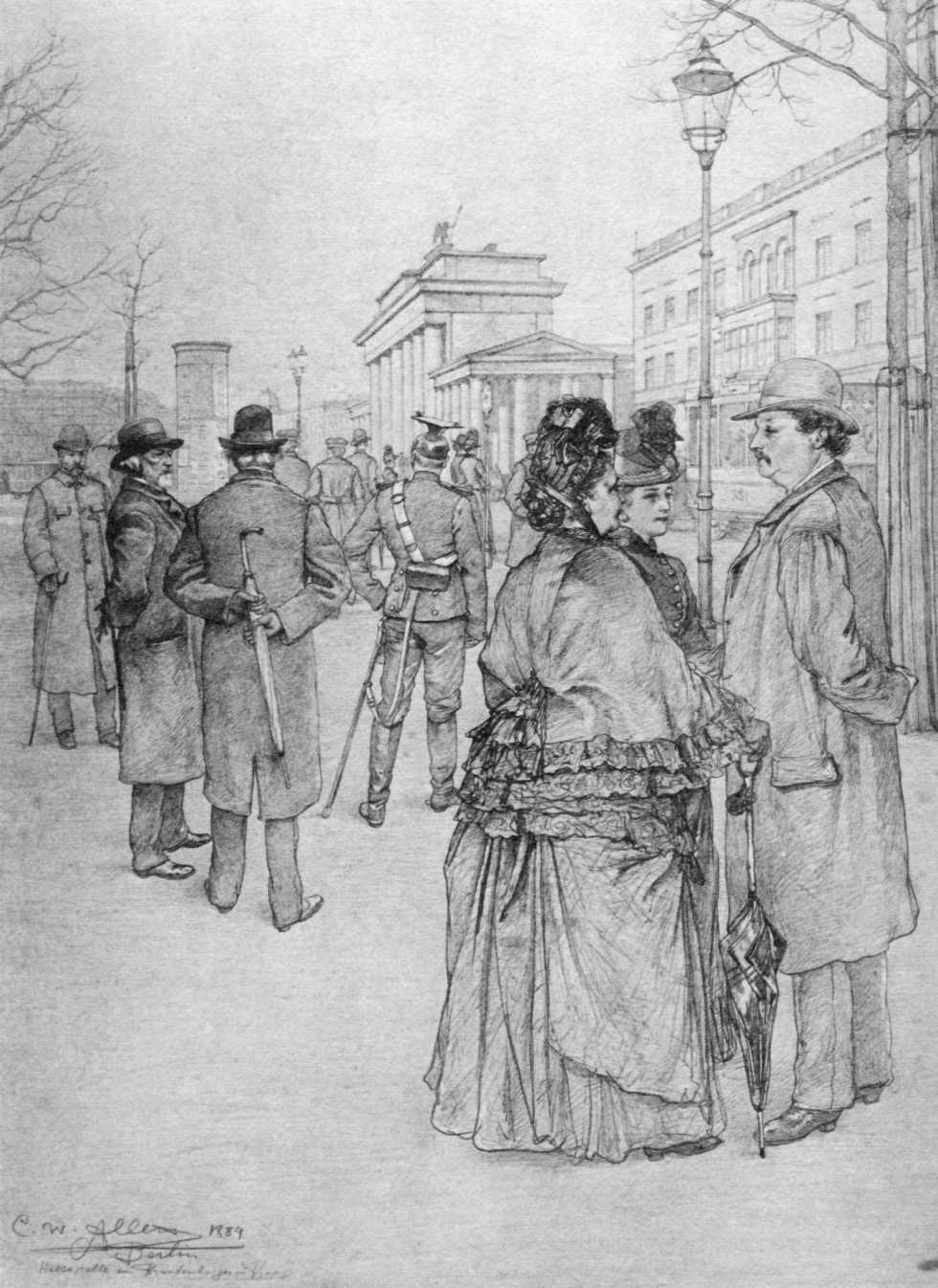
Berlim (perto das Portas de Brandemburgo, 1889)
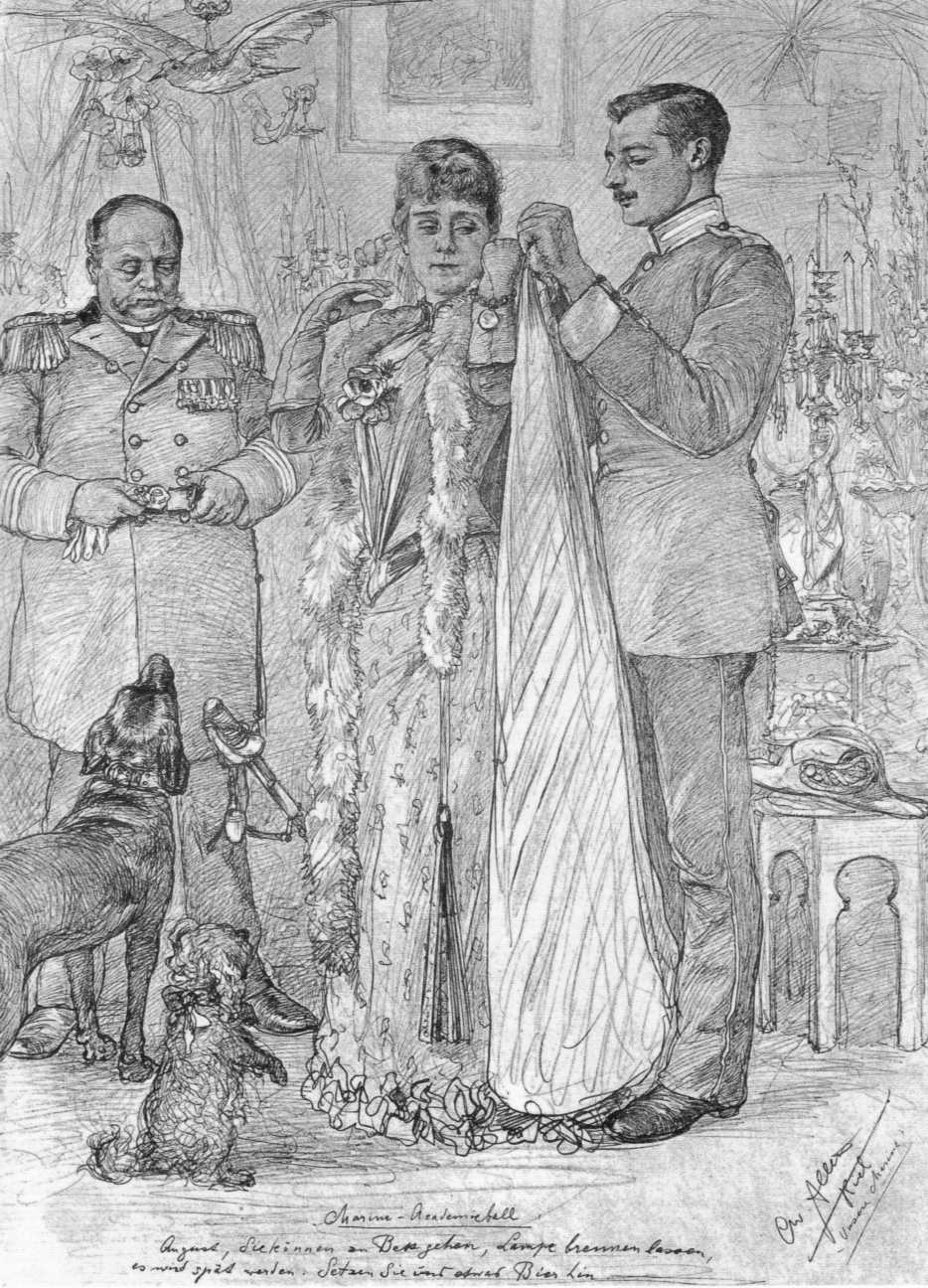
Preparação do festival da academia naval
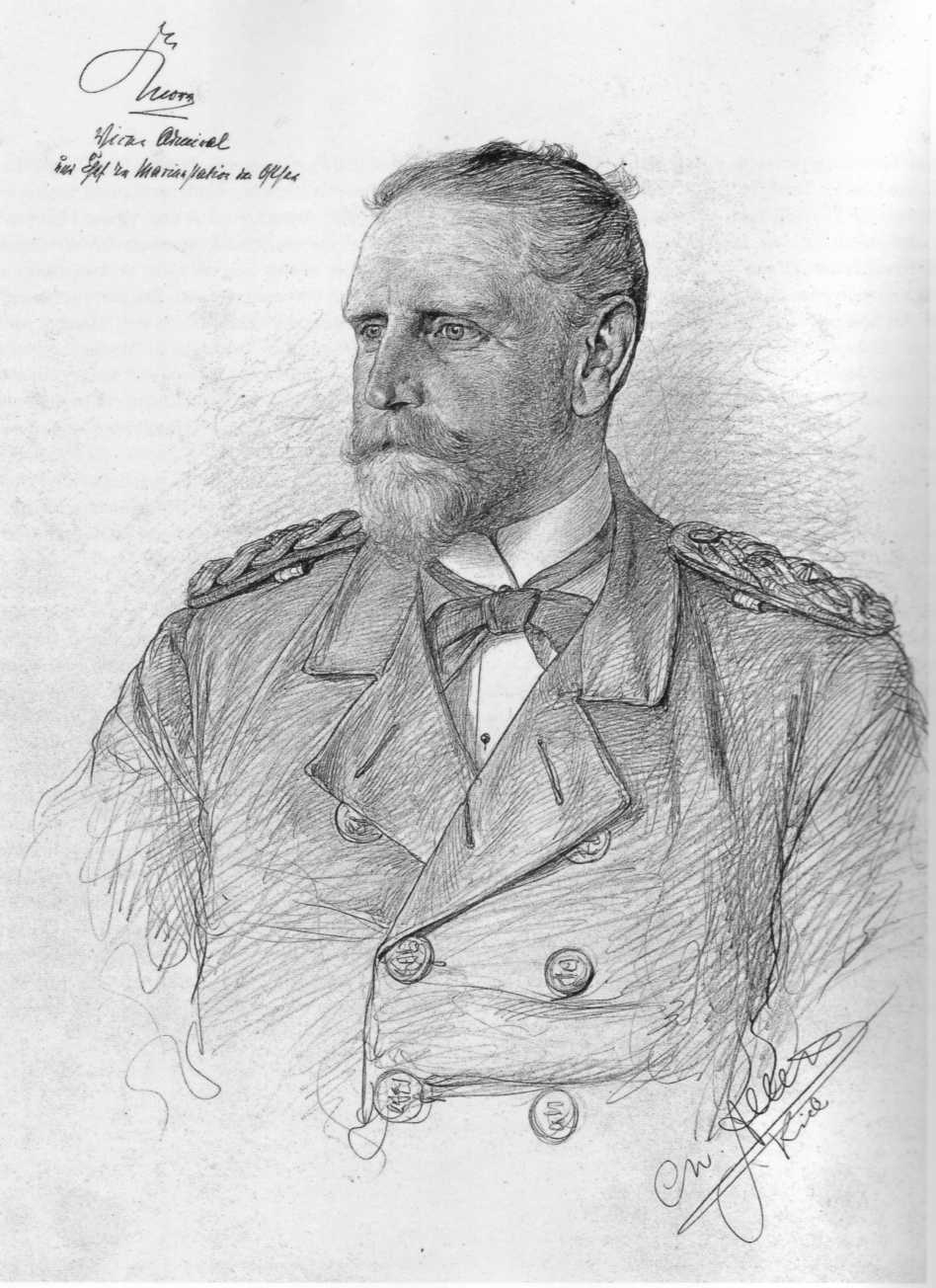
Vice-almirante Eduard von Knorr
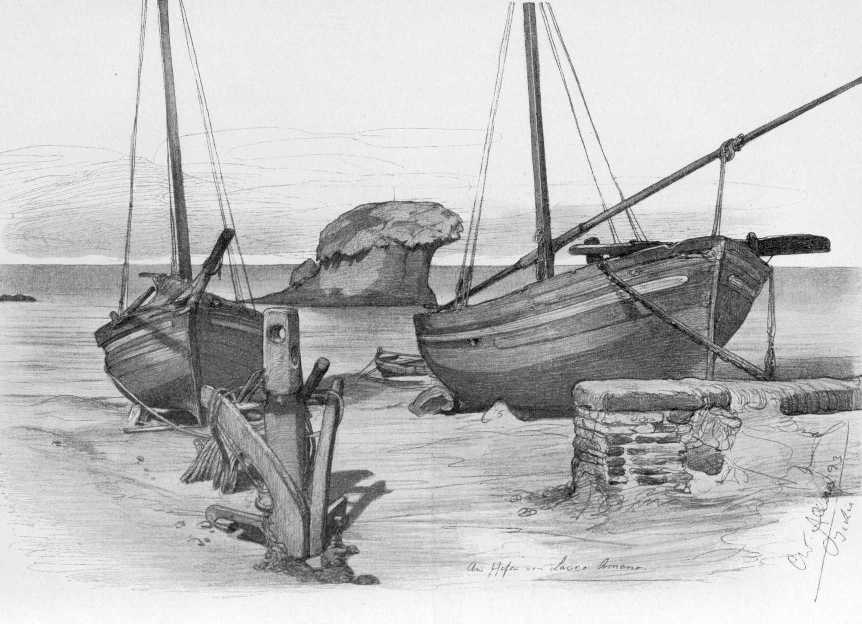
Porto de Lacco Ameno (Ischia, Itália)
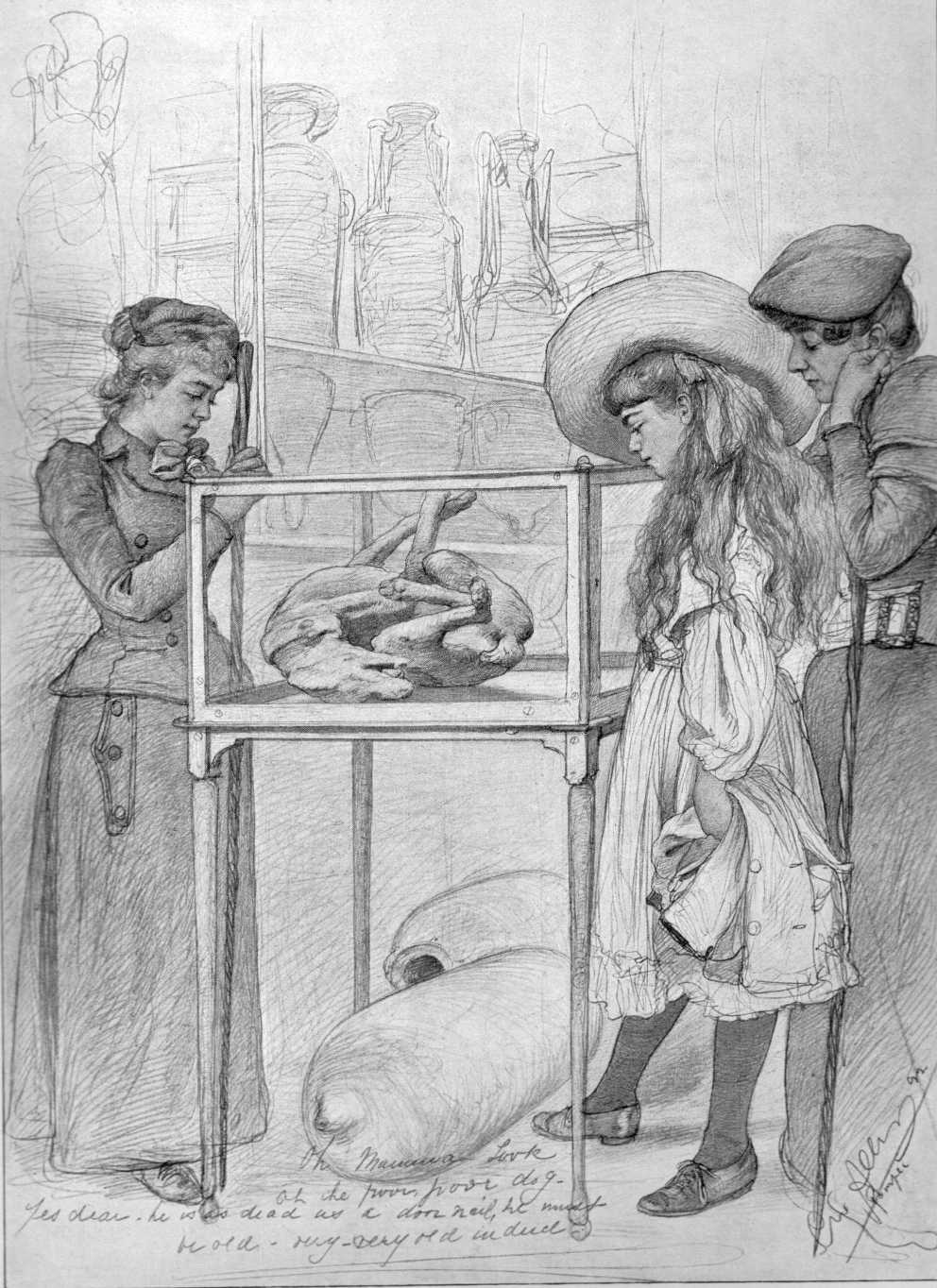
Pompeia: 'Oh! o pobre cão'
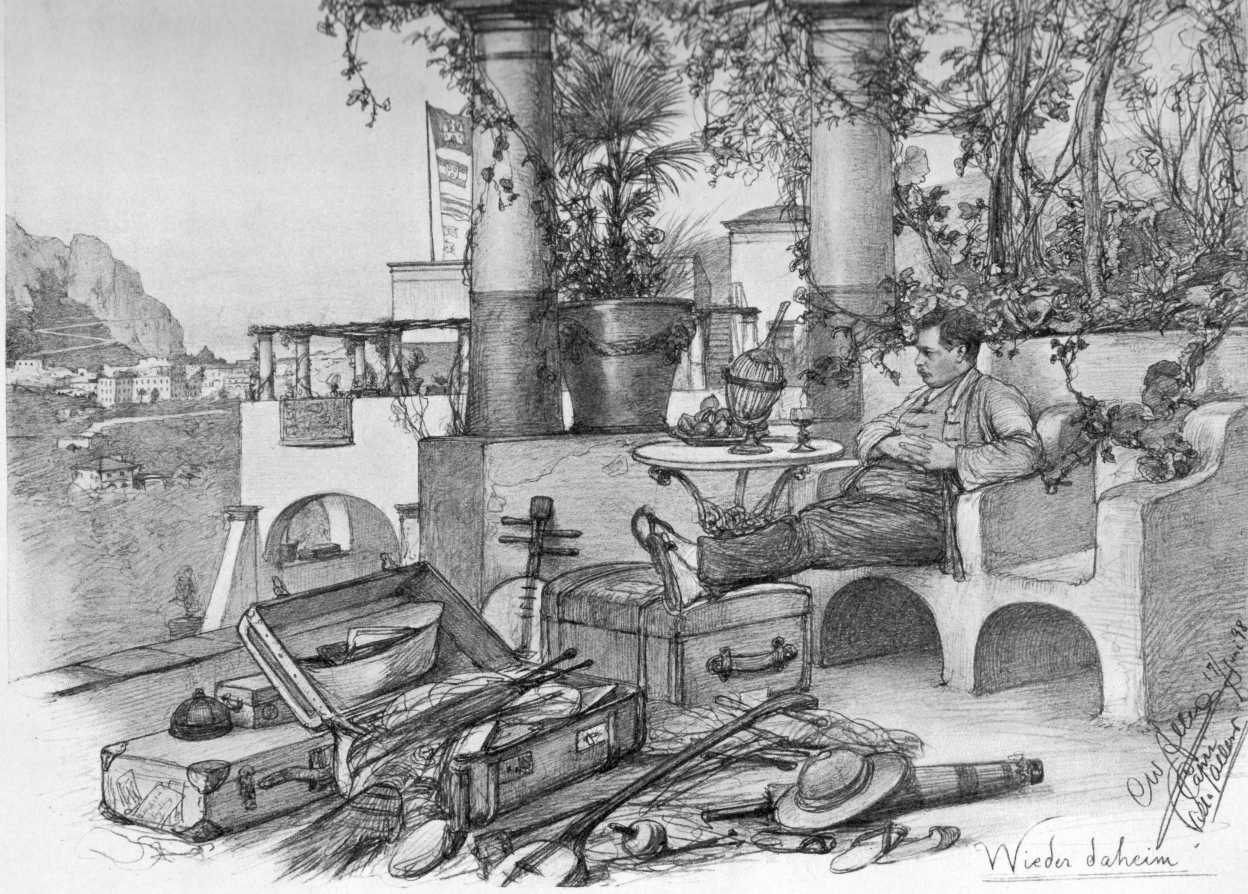
Capri, Villa Allers
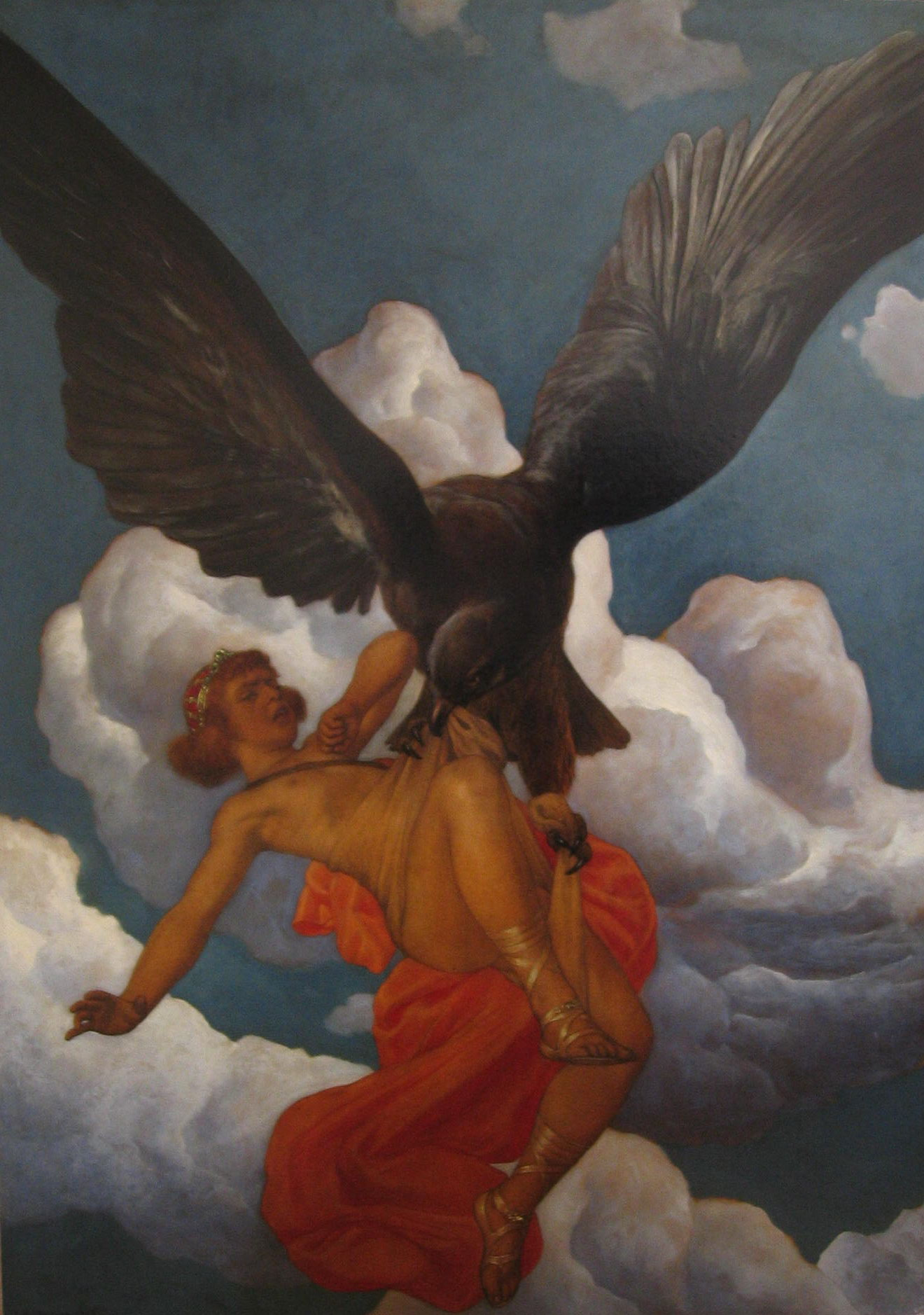
Ganimedes (1914, assinado como 'W. Andresen')

## Refs
1. ↑  Tito Fiorani (Le dimore del mito, La Conchiglia, Capri 1996, pags. 23 e 24